# Таймурзино
Тайму́рзино (рос. Таймурзино, башк. Таймырҙа) — село у складі Дюртюлинського району Башкортостану, Росія. Адміністративний центр Таймурзинської сільської ради.
Населення — 661 особа (2010; 571 у 2002).
Національний склад:
- татари — 81 %